# Lucas Chávez
Lucas Leónidas Chaves Cruz (Santa Cruz de la Sierra, 17 aprile 2003) è un calciatore boliviano, centrocampista dell'Al-Taawoun in prestito dal Bolívar e della nazionale boliviana.

## Carriera

### Club
Rocha è cresciuto nel settore giovanile del Bolívar ed ha debuttato in prima squadra il 2 maggio 2021 nell'incontro di Primera División vinto 2-0 contro il Real Tomayapo. Ha segnato il suo primo gol il 20 aprile 2022 contro l'Universitario Vinto.

### Nazionale
Nel gennaio del 2023 ha partecipato con la Bolivia Under-20 al campionato sudamericano di categoria. ed il 21 giugno seguente ha debuttato con la nazionale maggiore nell'incontro amichevole pareggiato 0-0 contro il Cile. In seguito ha giocato anche nella nazionale boliviana Under-23.
Il 17 giugno 2024 è stato incluso nella lista finale di convocati per la Copa América 2024.

## Statistiche

### Presenze e reti nei club
Statistiche aggiornate al 3 febbraio 2025.
| Stagione        | Squadra         | Campionato      | Campionato | Campionato | Coppe nazionali | Coppe nazionali | Coppe nazionali | Coppe continentali | Coppe continentali | Coppe continentali | Altre coppe | Altre coppe | Altre coppe | Totale | Totale | Totale |
| Stagione        | Squadra         | Comp            | Pres       | Reti       | Comp            | Pres            | Reti            | Comp               | Pres               | Reti               | Comp        | Pres        | Reti        | Pres   | Reti   |        |
| --------------- | --------------- | --------------- | ---------- | ---------- | --------------- | --------------- | --------------- | ------------------ | ------------------ | ------------------ | ----------- | ----------- | ----------- | ------ | ------ | ------ |
| 2021            | Bolívar         | PD              | 6          | 1          |                 | -               | -               | CS                 | 0                  | 0                  |             | -           | -           | 6      | 1      |        |
| 2022            | Bolívar         | PD              | 13         | 4          |                 | -               | -               | CL                 | 1                  | 0                  |             | -           | -           | 14     | 4      |        |
| 2023            | Bolívar         | PD              | 22         | 1          | CdL             | 6               | 0               | CL                 | 4                  | 1                  |             | -           | -           | 32     | 2      |        |
| gen.-set. 2024  | Bolívar         | PD              | 5          | 0          | CdL             | 0               | 0               | CL                 | 3                  | 0                  |             | -           | -           | 8      | 0      |        |
| Totale Bolívar  | Totale Bolívar  | Totale Bolívar  | 46         | 6          |                 | 6               | 0               |                    | 8                  | 1                  |             | -           | -           | 60     | 7      |        |
| 2024-2025       | Al-Taawoun      | SPL             | 4          | 0          | KC              | 1               | 0               | ACL2               | 1                  | 0                  | -           | -           | -           | 6      | 0      |        |
| Totale carriera | Totale carriera | Totale carriera | 50         | 6          |                 | 7               | 0               |                    | 9                  | 1                  |             | -           | -           | 66     | 7      |        |

### Cronologia presenze e reti in nazionale
| Cronologia completa delle presenze e delle reti in nazionale ― Bolivia | Cronologia completa delle presenze e delle reti in nazionale ― Bolivia | Cronologia completa delle presenze e delle reti in nazionale ― Bolivia | Cronologia completa delle presenze e delle reti in nazionale ― Bolivia | Cronologia completa delle presenze e delle reti in nazionale ― Bolivia | Cronologia completa delle presenze e delle reti in nazionale ― Bolivia | Cronologia completa delle presenze e delle reti in nazionale ― Bolivia | Cronologia completa delle presenze e delle reti in nazionale ― Bolivia |
| Data                                                                   | Città                                                                  | In casa                                                                | Risultato                                                              | Ospiti                                                                 | Competizione                                                           | Reti                                                                   | Note                                                                   |
| ---------------------------------------------------------------------- | ---------------------------------------------------------------------- | ---------------------------------------------------------------------- | ---------------------------------------------------------------------- | ---------------------------------------------------------------------- | ---------------------------------------------------------------------- | ---------------------------------------------------------------------- | ---------------------------------------------------------------------- |
| 20-6-2023                                                              | Santa Cruz de la Sierra                                                | Bolivia                                                                | 0 – 0                                                                  | Cile                                                                   | Amichevole                                                             | -                                                                      | 54’                                                                    |
| 31-5-2024                                                              | Chicago                                                                | Messico                                                                | 1 – 0                                                                  | Bolivia                                                                | Amichevole                                                             | -                                                                      | 78’                                                                    |
| 14-6-2024                                                              | East Hartford                                                          | Colombia                                                               | 1 – 0                                                                  | Bolivia                                                                | Amichevole                                                             | -                                                                      | 82’                                                                    |
| 27-6-2024                                                              | East Rutherford                                                        | Uruguay                                                                | 5 – 0                                                                  | Bolivia                                                                | Coppa America 2024 - 1º turno                                          | -                                                                      | 68’                                                                    |
| 1-7-2024                                                               | Orlando                                                                | Bolivia                                                                | 1 – 3                                                                  | Panama                                                                 | Coppa America 2024 - 1º turno                                          | -                                                                      | 81’                                                                    |
| 5-9-2024                                                               | El Alto                                                                | Bolivia                                                                | 4 – 0                                                                  | Venezuela                                                              | Qual. Mondiali 2026                                                    | -                                                                      | 46’                                                                    |
| 15-10-2024                                                             | Buenos Aires                                                           | Argentina                                                              | 6 – 0                                                                  | Bolivia                                                                | Qual. Mondiali 2026                                                    | -                                                                      | 67’                                                                    |
| 14-11-2024                                                             | Guayaquil                                                              | Ecuador                                                                | 4 – 0                                                                  | Bolivia                                                                | Qual. Mondiali 2026                                                    | -                                                                      | 46’ 90+4’                                                              |
| 19-11-2024                                                             | El Alto                                                                | Bolivia                                                                | 2 – 2                                                                  | Paraguay                                                               | Qual. Mondiali 2026                                                    | -                                                                      | 70’                                                                    |
| 20-3-2025                                                              | Lima                                                                   | Perù                                                                   | 3 – 1                                                                  | Bolivia                                                                | Qual. Mondiali 2026                                                    | -                                                                      | 46’                                                                    |
| 25-3-2025                                                              | El Alto                                                                | Bolivia                                                                | 0 – 0                                                                  | Uruguay                                                                | Qual. Mondiali 2026                                                    | -                                                                      | 81’                                                                    |
| 6-6-2025                                                               | Maturín                                                                | Venezuela                                                              | 2 – 0                                                                  | Bolivia                                                                | Qual. Mondiali 2026                                                    | -                                                                      | 76’                                                                    |
| 10-6-2025                                                              | El Alto                                                                | Bolivia                                                                | 2 – 0                                                                  | Cile                                                                   | Qual. Mondiali 2026                                                    | -                                                                      | 19’                                                                    |
| Totale                                                                 |                                                                        | Presenze                                                               | 13                                                                     |                                                                        | Reti                                                                   | 0                                                                      |                                                                        |

## Palmarès

### Club

#### Competizioni nazionali
- Campionato boliviano: 1

Bolívar: 2022 (Apertura)
- Copa de la División Profesional: 1

Bolívar: 2023